# لیگا پوکال ۲۰۰۲
لیگا پوکال ۲۰۰۲ ششمین دوره از مسابقات لیگا پوکال با نام DFB-Ligapokal بود.
در پایان این دوره، هرتابرلین با پیروزی ۴–۱ مقابل شالکه ۰۴ در بازی نهایی که تکرار نتیجه فینال سال گذشته بود، برای دومین سال متوالی عنوان قهرمانی را بدست آورد. همچنین هوب استونس که هدایت شالکه را در فینال گذشته بر عهده داشت، در این بازی سرمربی هرتابرلین بود.

## باشگاه‌های شرکت‌کننده
در مجموع شش تیم به این مسابقات راه یافتند. برچسب‌های داخل پرانتز نشان می‌دهد که هر تیم چگونه به این مسابقات راه یافته‌است:
- اول، دوم، سوم، چهارم، پنجم، غیره: جایگاه در بوندسلیگا
- cw: قهرمان جام حذفی
- TH: دارنده عنوان قهرمانی فصل قبل لیگا پوکال

| نیمه‌نهایی             | نیمه‌نهایی            |
| --------------------- | -------------------- |
| بروسیا دورتموند (اول) | شالکه ۰۴ (CW + پنجم) |
| دور مقدماتی           |                      |
| بایر ۰۴ لورکوزن (دوم) | هرتابرلینTH (چهارم)  |
| بایرن مونیخ (سوم)     | وردربرمن (ششم)       |

## بازی‌ها

### دور مقدماتی
| بایر ۰۴ لورکوزن | ۱–۰   | وردربرمن |
| --------------- | ----- | -------- |
| زولتان ۶۳'      | گزارش |          |

| بایرن مونیخ                                        | ۲–۲   | هرتابرلین                                                   |
| -------------------------------------------------- | ----- | ----------------------------------------------------------- |
| البر ۱۷'، ۸۸'                                      | گزارش | مارسلینیو ۴۹' · پریتز ۸۷'                                   |
| ضربات پنالتی                                       |       |                                                             |
| سالیحمیدزیچ · شول · زیکلر · سانیول · تارنات · البر | ۳–۴   | کونستانتینیدیس · نئوندورف · پارایبا · اشمیت · پریتز · پینتو |

### نیمه‌نهایی
| شالکه ۰۴               | ۲–۰   | بایر ۰۴ لورکوزن |
| ---------------------- | ----- | --------------- |
| واودوخ ۲۰' · هایتو '۷۶ | گزارش |                 |

| بروسیا دورتموند | ۱–۲   | هرتابرلین     |
| --------------- | ----- | ------------- |
| ریکن '۷۱        | گزارش | آلوز ۲۵'، ۶۷' |

### فینال
فینال لیگا پوکال ۲۰۰۲